# Serge Penard
Serge Penard, né le 21 octobre 1949 au Havre, est un réalisateur et scénariste français.

## Filmographie

### Réalisateur

#### Longs métrages
- 1979 : Tendrement vache, avec Jean Lefebvre et Bernard Ménez
- 1981 : Le Chêne d'Allouville, avec Jean Lefebvre, Bernard Ménez et Henri Guybet
- 1982 : Le Corbillard de Jules, avec Francis Perrin, Aldo Maccione et Jean Avenel
- 1985 : Le Gaffeur, avec Jean Lefebvre, Claude Gensac et Jean Avenel
- 1988 : Cette vache de Marie, avec Jean Avenel, Jean Louvel, Jean Lenoir, Claire Conty, Jacques Petitjean, Yves Neveu et Pascal Meunier (Nommé au Festival du film de Chamrousse de 1988. Remake fantaisiste  du film  Tendrement vache.)
- 1996 : La Braconne, avec Francis Perrin et Henri Guybet

#### Courts métrages
- 1973 : La Mère sauvage avec Michel Leeb, Denise Bailly, Lutz Gabor, d'après la nouvelle La mère sauvage de Guy de Maupassant
- 1975 : Rose avec Jacques Arbez, Martin Kelly, d'après une nouvelle de Guy de Maupassant
- 1976 : Maitre Saval, avec Jacques Arbez, Claudia Coste, d'après la nouvelle Une soirée de Guy de Maupassant

- 1977 : Berthine et les Prussiens, avec Jacques Arbez, Pierre Semmler, Denise Bailly, d'après la nouvelle Les prisonniers de Guy de Maupassant

#### Télévision
- 1991 : Sous le signe du poisson, avec Jean Lefebvre et Daniela Akerblom
- 1991 : Papy superstar, avec Jean Lefebvre, Pierre Tornade, Jean-Claude Massoulier .

### Scénariste
- 1987 : Guillaume Le Conquérant avec François Dyrek, Christine Lemler, Bernard Alexandre, Jean Louvel. Scénario de Serge Penard et Jean-Claude Rivière. Réalisation : Jean-Claude Rivière. (Documentaire fictif, évocation historique de la vie de Guillaume le Conquérant à travers son itinéraire en Normandie et en Angleterre. Le fil conducteur est la Tapisserie de Bayeux, le film est composé d'un mélange de fiction et documentaire)

## Théâtre
- 1987 : Un amour de vache, remake pour le théâtre du film Tendrement vache. Adaptation, dialogue et mise en scène Serge Penard d'après Éric Lenormand. Avec Jean Avenel, Jean Lenoir, Jean Louvel, Yves Neveu et Claire Conty (tournée en Normandie).
- 1988 : Ovni soit qui mal y pense, scénario et mise en scène Serge Penard avec Jean Avenel, Jean Lenoir et Yves Neveux
- 1994 : Un amour de vache reprise à Paris au Théâtre Fontaine de la pièce de Serge Penard. Mise en scène de Marie-Claire Valène avec Maurice Baquet, Grégory Baquet, Jean Lenoir et Yves Neveux. Tournée.
- 1995 : On est pas des anges, pièce de Serge Penard, mise en scène Serge Penard avec Henri Genès, Jean Lenoir, Olivia Dutron, Yves Neveux, Sabine Grenet, Tournée en France .
- 1996 : Les jumeaux font la paire, pièce de Serge Penard, mise en scène Maurice Risch, avec Maurice Risch, Henri Genes, Olivia Dutron, Julie Deyre , J.Lenoir et Yves Neveux. Tournée.
- 1997 : Une caille pour des pigeons, pièce de Serge Penard, mise en scène Serge Penard, avec Jean-Claude Massoulier et Christian Marin, Olivia Dutron. Tournée.
- 1998 : Jamais deux sans toi, pièce de Serge Penard, mise en scène Maurice Risch, avec Patrice Laffont, Maurice Risch, Olivia Dutron. Tournée.
- 2000 : Le politocard, pièce de Eric Lenormand et Luq Hamett, mise en scène , Serge Penard, avec Patrice Laffont, Katia Tchenko, Christine Lemler, tournée.
- 2000 : Le Voyageur de l'an 2000 de Serge Penard et Henri Guybet avec Henri Guybet et Marion Game, tournée.
- 2002 : Drôle de manoir de Henri Guybet et Serge Penard  avec Henri Guybet et Marion Game, tournée.
- 2003 : Columbo mise en scène Serge Penard, adaptation Pierre Sauvil avec Pascal Brunner et Roger Pierre tournée.
- 2005 : Cette vache de Marie de Serge Penard avec Christine Marin et Jean-Claude Massoulier, tournée.
- 2006 : Trésor de Jean-Claude Massoulier et Serge Penard avec Jean-Marc Thibault et Jean-Claude Massoulier , tournée.
- 2007 : Il faut sauver le chêne d'Allouville[1]  de Serge Penard avec Georges Beller, Rebecca Hampton et Gérard Caillaux , tournée.

## Publications
- Le Chêne d'Allouville, Paris, La Table Ronde, 1980, 218 p.  (ISBN 2-7103-0031-1)
- Cette vache de Marie, Paris, Éditions Art et Comédie, 1999, 60 p.  (ISBN 2-84422-075-4)

Bande dessinée
- 1986 : Le Crâne de cristal, adaptation pour le journal Pilote du Parfum de la dame en noir de Gaston Leroux, et pour un album édité par Dargaud Éditeur[2].

## Direction artistique de théâtre (depuis 1999)
- 2000 : Le Politocard, pièce de Eric Lenormand et Luq Hamett , mise en scène Serge Penard, avec Patrice Laffont, Katia Tchenko, Christine Lemler, tournée.
- 2000 : Le Voyageur de l'an 2000 de Serge Penard et Henri Guybet avec Henri Guybet et Marion Game, tournée.
- 2002 : Drôle de manoir  de Serge Penard et Henri Guybet avec Henri Guybet et Marion Game, tournée.
- 2002 : Monnaie de singe de Serge Penard et Henri Guybet avec Henri Guybet et Muriel Montossey.
- 2002 - 2003 : Tout bascule d'Olivier Lejeune, avec Hélène Rodier , Georges Beller , Julie Arnold et Michèle Kern, tournée.
- 2003 - 2004 : Columbo, mise en scène Serge Penard, adaptation Pierre Sauvil avec Pascal Brunner et Roger Pierre tournée.
- 2004 : Jamais deux sans toi de Serge Penard, mise en scène Serge Penard , avec Patrice Laffont et Maurice Risch, Olivia Dutron, tournée.
- 2005 : Ma femme s'appelle Maurice de Raffy Shart, mise en scène Serge Penard & Georges Beller, avec Georges Beller et Maurice Risch, tournée.
- 2005 : Quelle famille ! de Francis Joffo avec Christian Marin, Julie Arnold et Jean-Claude Massoulier, Claudine Coster, tournée.
- 2005 : Rien ne va plus! de Francis Joffo , avec Pascal Brunner, Julie Arnold et Vannick Le Poulain, tournée.
- 2005 : Trop c'est trop ! de Georges Beller et Yvan Varco, avec Georges Beller et Vannick Le Poulain, tournée.
- 2006 : Viens chez moi, j'habite chez une copine, pièce de Luis Rego , Didier Kaminka, mise en scène de Nicolas Norest avec Filip Nikolic, tournée.
- 2006 : Si Si one-woman-show de et avec Danièle Evenou, tournée.
- 2006 : Le Système Ribadier de Georges Feydeau, mise en scène de Georges Beller avec Georges Beller, Maurice Risch, Michele Kern , tournée .
- 2007 : Les Vacances de Josépha de Dany Laurent, mise en scène Yves Pignot , avec Danièle Evenou , Jean-Baptiste Martin, Julia Duchaussoy, tournée.
- 2007 : Monsieur Amédée d'Alain Reynaud- Fourton, mise en scène de Jean Galabru, avec Michel Galabru, Nadine Capri, tournée .
- 2007 : Tout bascule d'Olivier Lejeune , avec Marthe Mercadier, Olivier Lejeune, tournée.
- 2007 : Vacances de rêves de Francis Joffo, avec Andréa Ferreol et Fabrice Joffo, tournée .
- 2008 : Panne de télé de Laurence Gil , mise en scène de Jean-Pierre Dravel et Olivier Macé, avec Gérard Rinaldi et Virginie Pradal , tournée.
- 2008 : Dernière station avant l'autoroute de Pascal Martin , mise en scène Yves Pignot, avec Marion Game et Séverine Ferrer, tournée.
- 2008 : Drôles de parents ! de Daniel Wilder, adaptation et mise en scène Maurice Risch avec Maurice Risch et Julie Arnold, tournée.
- 2008 : Coach de Pierre-Olivier Scotto avec Thierry Beccaro, Amanda Scott et Pierre-Olivier Scotto, tournée.
- 2008 : Pauvre France de Ron Clarck et Sam Bobrick, mise en scène Jean-Pierre Dravel et Olivier Macé, avec Bernard Menezet Julie Arnold, tournée.
- 2009 : Réactions en chaîne d'Éric Carrière, avec Smain, Cyrielle Clair, Xavier Letourneur, Eric Collado, Dorothée Pousséo, tournée.
- 2009 : Laissez moi sortir !, pièce de Jean-Marie Chevret, mise en scène Olivier Macé et Jean-Pierre Dravel, avec Annie Cordy, tournée.
- 2009 : Attache-moi au radiateur !, pièce de Raffy Shart, mise en scène Roland Marchisio avec Anthony Delon, Rebecca Hampton, Amanda Scott, Arsène Mosca, Geneviève Gil, tournée.
- 2010 : Désir et Comédie pièce de Pierre-Olivier Scotto, mise en scène Philippe Hersen avec Nicole Calfan et Laetitia Milot,tournée.
- 2010 : Il faut sauver le chêne d'Allouville, de Serge Penard, mise en scène Serge Penard, avec Georges Beller, Rebecca Hampton.
- 2012 : Célibat sur cour de Jean-Marie Chevret, mise en scène Olivier Macé, Jean-Pierre Dravel, avec Danièle Evenou, Michel Robbe, tournée.
- 2012 : Le Clan des héritiers, adaptation Pierre Sauvil, avec Grace de Capitani, Pascal Sellem, tournée .
- 2012 : À vos souhaits ! d'Eric Le Roch , avec Jean-Pierre Castaldi et Ariane Brodier, tournée.
- 2012 : Le Squat  de Jean-Marie Chevret, mise en scène Olivier Macé et Jean-Pierre Dravel, avec Marion Game et Geneviève Fontanel, tournée.
- 2013 : Columbo, crime sans ordonnance de William Link et Richard Levinson, mise en scène Didier Caron avec Alexandre Brasseur, Olivier Sitruk, Alexia Degremont, tournée.
- 2013 : Piège à Matignon de Jean-Claude Islert, Nathalie Marquay-Pernaut et Jean-Pierre Pernaut, avec Philippe Risoli, Nathalie Marquay Pernaut, Geneviève Gil, tournée.
- 2014 :Enfer et contre tout de Benjamin Isel , avec Georges Beller et Séverine Ferrer, tournée.
- 2015 : La surprise de Pierre Sauvil, mise en scène de Jean-Pierre Dravel et Olivier Macé, avec Rebecca Hampton, Hervé Jouval, tournée.
- 2015- 2016 : Le Clan des Divorcées d’Alil Vardar, avec Eve Angeli, Dominique Pierre Devers, Maxime et Sylvie Leloet, tournée.
- 2015 : 10 ans de mariage d'Alil Vardar, avec Nathalie Marquay-Pernaut et Maxime, tournée.
- 2015 : Famille Re-composées d’Alil Vardar avec Maxime, Vanessa Ferry, tournée.
- 2016 : Pour le meilleur et pour le rire avec Didier Gustin, Séverine Ferrer, tournée.
- 2016 : Les Montagnes russes d'Eric Assous, avec Bernard Menez et Eve Angeli, tournée.
- 2016 : Rififi à la morgue de et avec Dominique Pierre Devers et Alice Gaulon, tournée.
- 2017 : Tableaux de famille de Thierry Lassalle avec Daniele Evenou, Gérard Vives, et Nicolas Le Guen, mise en scène de l' auteur, tournée.
- 2017 : Le Chameau bleu de Pierre Sauvil, mise en scène de Jean-Pierre Dravel, avec Adeline Blondieau, Fiona Gelin, Laurent Petitguillaume, Manu Rui-silva et Romain Fleury , tournée.
- 2018 :  Le Clan des divorcées  d'Alil Vardar, avec Ève Angeli, Claire Gérard, Dominique Pierre Devers Maxime tournée.
- 2018 :  Politic Show de et avec Paul Dureau, à Paris et en tournée en France.
- 2018 :  Le Bourreau des Cœurs de Patricia Celerier, avec Grace de Capitani, Massimo Gargia et Roland Marchisio, en tournée.
- 2019 :  Drôle ce mariage pour tous d'Henri Guybet, avec Henri Guybet, Claudine Barjol, Alain Cerrer et Franck Capillery, tournée en France. À Paris pendant une saison, au théâtre Daunou.
- 2019 :  Le Clan des divorcées  d'Alil Vardar, avec Ève Angeli, Dominique Pierre Devers et Claire Gérard, en tournée.
- 2020 :  Gwendoline  de Laurence Jyl, avec Valérie Damidot. Mise en scène de Jean-Luc Moreau, tournée en France.
- 2020 : Tu rentres quand du Panama ? de Philippe Risoli et Loïse de Jadaut, avec Philippe Risoli, Loïse de Jadaut, Dominique de Lacoste, Frédérique Strouck et Alfred Dumont. Mise en scène d'Alain Cerrer. Tournée en France.
- 2021 :  The Canapé de Patrice Leconte, avec Sophie Tellier, Laurent Gamelon, Jean Benguigui et Jean-Luc Moreau, mise en scène de Jean-Luc Moreau. Tournée en France, Suisse, et Belgique.
- 2022 : The Canapé reprise avec Sophie Tellier, Eric Laugérias, Daniel-Jean Colloredo, et Jean-Luc Moreau.
- 2022 :  Le Parti du rire avec Philippe Chevalier, Gilles Detroit et Paul Dureau. Tournée en France.
- 2023 : " Mon Voisin nu" de Patrice Leconte avec Arnaud Tsamere, Pauline Lefèvre et Cyril Eldin. Tournée en France.
- 2024 : " Les Grands Ducs" de Patrice Leconte avec Jean-Pierre Castaldi, Véronique Genest et Georges Beller. Mise en scène de Jean-Luc Moreau. Adaptation de Annabelle Milot. Tournée en France et à résidence à Paris, au théâtre de Passy.

Depuis 2001 avec Olivier Lejeune
- 2001 à 2003 : Tout bascule
- 2005 : Dévorez moi
- 2008 : Pourquoi moi ?!
- 2009 : Presse people
- 2011 : La Symphonie des faux-culs